# Sorin Paraschiv
Sorin Ioan Paraschiv (ur. 17 czerwca 1981 w Alexandrii, Rumunia) – rumuński piłkarz, grający na pozycji defensywnego pomocnika, reprezentant Rumunii.

## Kariera piłkarska

### Kariera klubowa
Wychowanek klubu FC Steaua Bukareszt, w barwach którego w 1999 rozpoczął karierę piłkarską. 4 lipca 2007 roku podpisał kontrakt z włoskim Rimini Calcio FC, w którym występował przez dwa lata. 30 czerwca 2009 powrócił do Rumunii, gdzie został piłkarzem Unirea Urziceni. We wrześniu 2010 roku przeszedł do ukraińskiego zespołu Wołyń Łuck, w składzie którego 10 września 2010 debiutował w Premier-lidze w meczu przeciwko PFK Sewastopol (1:0). Latem 2011 przeniósł się do klubu Concordia Chiajna.

### Kariera reprezentacyjna
W 2004 debiutował w reprezentacji Rumunii w meczu towarzyskim z Andorą (5:1). Łącznie rozegrał 4 mecze.

## Sukcesy i odznaczenia

### Sukcesy klubowe
- mistrz Rumunii: 2001, 2005, 2006
- wicemistrz Rumunii: 2003, 2004, 2007, 2010
- finalista Pucharu Rumunii: 2010
- zdobywca Superpucharu Rumunii: 2001, 2006
- finalista Superpucharu Rumunii: 2005, 2010